# Trans-2,3-dihidro-3-hidroksiantranilatna izomeraza
Trans-2,3-dihidro-3-hidroksiantranilatna izomeraza (EC 5.3.3.17, phzF (gen)) je enzim sa sistematskim imenom (5S,6S)-6-amino-5-hidroksicikloheksan-1,3-dien-1-karboksiat izomeraza. Ovaj enzim katalizuje sledeću hemijsku reakciju
()-6-amino-5-hidroksicikloheksan-1,3-dien-1-karboksiat {\displaystyle \rightleftharpoons } ()-6-amino-5-oksocikloheks-2-en-1-karboksilat
Ovaj enzim učestvuje u fenazinskoj biosintezi.

## Literatura
- Nicholas C. Price; Lewis Stevens (1999). Fundamentals of Enzymology: The Cell and Molecular Biology of Catalytic Proteins (Third изд.). USA: Oxford University Press. ISBN 019850229X.
- Eric J. Toone (2006). Advances in Enzymology and Related Areas of Molecular Biology, Protein Evolution (Volume 75 изд.). Wiley-Interscience. ISBN 0471205036.
- Branden C; Tooze J. Introduction to Protein Structure. New York, NY: Garland Publishing. ISBN 0-8153-2305-0.
- Irwin H. Segel. Enzyme Kinetics: Behavior and Analysis of Rapid Equilibrium and Steady-State Enzyme Systems (Book 44 изд.). Wiley Classics Library. ISBN 0471303097.

## Spoljašnje veze
- Trans-2,3-dihydro-3-hydroxyanthranilate+isomerase на 